# Batalla de Drépano
La batalla naval de Drépano —o Drepanum— se libró en 249 a. C., durante la primera guerra púnica, en el oeste de Sicilia en las inmediaciones de Drépano (actual Trapani), entre una flota cartaginesa al mando de Aderbal y una flota romana comandada por Publio Claudio Pulcro.
Los romanos estaban bloqueando la fortaleza cartaginesa de Lilibea (actual Marsala) cuando, en ese momento, decidieron atacar a la flota púnica que se encontraba atracada en el puerto de la cercana ciudad de Drépano. La flota romana zarpó de noche para realizar un ataque sorpresa, pero se dispersó en la oscuridad. Aderbal ganó espacio en el mar para maniobrar y contraatacar en el momento que pudo llevar a su armada mar adentro antes de quedar encerrado en el puerto. Los romanos quedaron atrapados contra la orilla y, después de un día de lucha, los barcos cartagineses mucho más maniobrables, con tripulaciones mejor entrenadas les derrotaron y casi barrieron a los romanos del mar; gracias a esto, los cartagineses consiguieron su mayor victoria naval de la guerra, y después pasaron a la ofensiva marítima. Roma necesitó 7 años para intentar, nuevamente, desplegar una flota sustancial, mientras que Cartago puso la mayoría de sus barcos en reserva para ahorrar dinero y liberar mano de obra.

## Situación

### Operaciones en Sicilia

Territorio controlado por Roma y Cartago al comienzo de la primera guerra púnica

En 264 a. C. las repúblicas de Cartago y Roma entraron en guerra en la conocida como primera guerra púnica. Cartago era una potencia marítima bien establecida en el Mediterráneo occidental, mientras que Roma había unificado recientemente a la Italia continental situada al sur del río Arno. Esta expansión probablemente hizo inevitable que terminase por chocar con Cartago por el control de Sicilia con algún pretexto. La causa inmediata de la guerra fue la cuestión del control de la ciudad siciliana de Messana (la moderna Mesina).
Hacia 241 a. C. la guerra duraba 15 años, con muchos cambios de suerte y se había convertido en una lucha en la que los romanos intentaban derrotar a los cartagineses de manera decisiva y, como mínimo, controlar toda Sicilia. Estos últimos estaban comprometidos con su política tradicional de esperar a que sus oponentes se desgastaran, con la expectativa de recuperar algunas o todas sus posesiones y negociar un tratado de paz mutuamente satisfactorio. En 260 a. C., los romanos construyeron una gran flota y durante los siguientes diez años derrotaron a los cartagineses en una sucesión de batallas navales. Los romanos también ganaron lentamente el control de la mayor parte de Sicilia, incluidas las principales ciudades de Agrigentum (Agrigento moderno) capturado en 262 a. C. y Panormus (Palermo moderno) capturado en 254 a. C.

### Barcos

Representación de la posición de los remeros de los tres remos diferentes en un trirreme griego

El buque de guerra típico de este conflicto fue el quinquerreme, una nave de cinco remos que una galera de unos cuarenta y cinco metros de eslora, cinco de manga a nivel del agua y un francobordo de unos tres metros, que desplazaba alrededor de cien toneladas. El experto en galeras John Coates sugiere que estos barcos podían navegar a una velocidad de siete nudos (13 km/h) durante períodos prolongados. La moderna réplica de la galera Olympias alcanzó velocidades de ocho nudos y medio (16 km/h) y navegó a cuatro nudos (7,4 km/h) durante horas y horas.
Las embarcaciones fueron construidas como catafractos, o barcos «protegidos», es decir, con una cubierta completa, para poder transportar mejor a los infantes de marina y a las catapultas; también tenían unas estructuras anexas al casco principal en las que se disponían los remeros. Estas permitían fortalecer el casco, aumentar la capacidad de carga y mejorar las condiciones de trabajo de los remeros. La teoría generalmente aceptada con respecto a la disposición de los remeros en quinquerremes es que había conjuntos —o filas— de tres remos, uno encima del otro, con dos remeros en cada uno de los dos remos superiores y uno en el inferior, con un total de cinco remeros por fila, orden que se repetía a lo largo de los costados de la galera en las veintiocho filas de cada borda, por lo que había un total de doscientos ochenta.
En 260 a. C. los romanos se propusieron construir una flota y utilizaron un quinquerreme cartaginés naufragado como modelo para el suyo. La falta de experiencia en construcción naval hizo que construyeran copias más pesadas que las embarcaciones cartaginesas, lo que las hacía más lentas y menos maniobrables. El quinquerreme fue el caballo de batalla de las flotas romanas y cartaginesas durante las guerras púnicas, aunque también se mencionan ocasionalmente a los hexarremes —seis remeros por banco—, a los cuatrirremes —cuatro remeros por banco— y a los trirremes —tres remeros por banco—. Tan ubicuo era este tipo de navío que Polibio lo usa como sinónimo de «buque de guerra» en general. Un quinquerreme contaba con una tripulación de trescientos hombres, de los cuales doscientos ochenta eran remeros y veinte tripulantes y oficiales de cubierta. Normalmente también llevaba una dotación de cuarenta infantes de marina, número que aumentaba hasta los ciento veinte cuando se preveía un combate inminente.

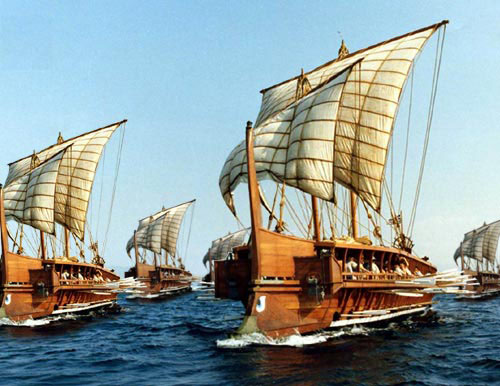
Recreación de una flota de trirremes

El corvus, el sistema de abordaje romano

Conseguir que los remeros remaran como una unidad, así como ejecutar maniobras de batalla más complejas, requería un entrenamiento largo y arduo, y al menos la mitad de los remeros debían tener algo de experiencia para que el barco se pudiera manejar con eficacia. Todos los buques de guerra estaban equipados con un ariete y un juego triple de hojas de bronce de sesenta centímetros de ancho que pesaban hasta doscientos setenta kilogramos colocadas en la línea de flotación. Se fabricaban individualmente por el método de la cera perdida para encajarlas de manera inamovible en la proa de la galera y se aseguraban con púas de bronce. El abordaje se había vuelto cada vez más común y había ido sustituyendo a la embestida como sistema de ataque durante el siglo anterior a las guerras púnicas, ya que los buques más grandes y pesados adoptados en este período carecían de la velocidad y maniobrabilidad necesarias para arremeter al enemigo, al tiempo que la construcción más robusta de los cascos reducía el efecto del ariete incluso en el caso de un impacto directo del espolón.
La adaptación romana del corvus fue una continuación de esta tendencia y compensó su desventaja inicial en las habilidades de maniobra de barcos. El peso adicional en la proa comprometió la maniobrabilidad del barco y, en condiciones de mar agitado, el corvus se volvía inútil. En 255 a. C., la flota romana fue destruida por una tormenta mientras regresaba de África, que hundió 384 naves de un total de 464 y acabó con la vida de 100 000 hombres. Es posible que la presencia del corvus hiciera que los barcos romanos fueran especialmente peligrosos con mar gruesa y no hay registro de que se hayan utilizado después de este desastre.

## Preludio
El uso del corvus por parte de los romanos ayudó a infligir varias derrotas a los cartagineses en grandes batallas navales como en Milas (260 a. C.), Sulci (257 a. C.), Ecnomo (256 a. C.) y el cabo Hermeo (255 a. C). Durante los años 252 y 251 a. C. el ejército romano evitó la batalla, según Polibio, porque temía a los elefantes de guerra que los cartagineses habían enviado a Sicilia. Los cartagineses intentaron recuperar Panormus (actual Palermo) en 250 a. C., pero los romanos los derrotaron y los púnicos perdieron la mayoría de sus elefantes. Los relatos contemporáneos se limitan a indicar la pérdida de los paquidermos y no informan de las demás pérdidas que los dos bandos debieron sufrir en la batalla; los historiadores modernos consideran improbable que sean correctas las afirmaciones posteriores de que en el choque hubo entre veinte mil y treinta mil bajas cartaginesas.
Los romanos, animados por la victoria en Panormus, despacharon un gran ejército comandado por los cónsules del año, Publio Claudio Pulcro y Lucio Junio Pulo, y una flota recién reconstruida formada por doscientos barcos, que se dirigieron hacia Lilibea, la principal base cartaginesa en Sicilia, y realizaron una operación conjunta, en la que las tropas sitiaron la ciudad mientras la escuadra bloqueaba el puerto. Al principio del bloqueo, cincuenta quinquerremes cartagineses se reunieron frente a las islas Egadas, situadas entre unos quince y cuarenta kilómetros al oeste de Sicilia. Un fuerte viento occidental les permitió alcanzar la plaza sitiada antes de que los romanos pudieran impedírselo. Desembarcaron hombres —entre cuatro mil y diez mil según diferentes fuentes antiguas— y copiosos suministros antes de retirarse de noche para evitar al enemigo, llevándose consigo a la caballería.

En oro, el punto de apoyo de Cartago en el oeste de Sicilia; en rosa, territorio controlado por los romanos; en verde, Siracusa

Los romanos estrecharon el cerco terrestre a Lilibea con campamentos protegidos por muros de tierra y empalizadas e intentaron repetidas veces bloquear la entrada del puerto con barreras de gruesos troncos, pero la turbulenta situación en la mar se lo impidió. Unos quinquerremes ligeros y muy marineros que burlaban el bloqueo enemigo merced a sus tripulaciones y pilotos expertos, buenos conocedores de los bajíos y corrientes de esas difíciles aguas, mantenían abastecida a la guarnición cartaginesa. El principal burlador del bloqueo era Aníbal el Rodio, quien capitaneaba una galera y presumía ante los romanos de la superioridad de su barco y de su tripulación, aunque finalmente fue capturado con su navío.
En 250 a. C., se asignaron diez mil remeros más a la flota romana bajo las órdenes del cónsul principal, Claudio Pulcro, apoyado por un consejo de guerra, con la creencia que le darían la ventaja suficiente para poder acometer a la flota cartaginesa situada en Drépano, localidad costera a veinticinco kilómetros al norte de Lilibea. La flota romana zarpó durante una noche sin luna para evitar ser detectada por el enemigo y poder sorprenderlo. Los romanos tenían la tradición de adivinar el resultado de las empresas militares observando a los pollos sagrados. El augurio se obtenía ofreciéndoles comida a primera hora de la mañana: si comían con entusiasmo, se entendía que el presagio era favorable; si rechazaban el alimento, la acción sería nefasta. Cuando se llevó a cabo la solemne ceremonia camino a Drépano, las aves se negaron a comer, por lo que Pulcro, enfurecido, las arrojó por la borda, exclamando que, si no tenían hambre, entonces tal vez tenían sed. Polibio no menciona esto, lo que ha hecho que algunos historiadores modernos duden de su veracidad. El historiador moderno T. P. Wiseman pensaba que todo el episodio fue invención de un analista hostil para dañar la reputación de los Claudios.

## Batalla

Los movimientos de ambas flotas durante la batalla

Los romanos experimentaron problemas al amanecer, cerca de Drépano. En la oscuridad había resultado difícil mantener la formación, todavía más por la reciente incorporación de los diez mil nuevos remeros, que eran nuevos en las tareas de la mar y no habían tenido tiempo de integrarse en las tripulaciones existentes. El resultado fue que al alba los barcos romanos se hallaban desperdigados en una línea larga y desorganizada; la nave de Pulcro se situó en retaguardia, posiblemente para organizar a los rezagados. El anuncio de los vigías cartagineses del avistamiento de la flota romana sorprendió al jefe cartaginés, Aderbal, que no la esperaba. Sin embargo, sus barcos estaban listos para hacerse a la mar; ordenó que los soldados de la guarnición de la ciudad se embarcasen al punto en calidad de infantes de marina y se dirigió mar adentro. La flota romana estaba formada por más de ciento veinte barcos según algunas fuentes, si bien otras afirman que eran hasta doscientos; por el contrario, los cartagineses tenían entre cien y ciento treinta embarcaciones. Los buques de guerra de los dos bandos llevaban una dotación completa de infantes de marina.
Los barcos romanos más avanzados llegaron a la boca del puerto con intención de bloquearlo. Sin embargo, Pulcro, al ver que no se podría realizar un ataque sorpresa, les ordenó retroceder y formar para dar batalla, pero el mensaje tardó un poco en transmitirse y el retraso dio como resultado que algunos barcos se cruzasen al intentar retroceder en el rumbo de otros que todavía seguían avanzando, y en consecuencia, acabasen entorpeciendo su derrota. Tan mediocre era la armada romana que varios barcos chocaron, o troncharon los remos de los barcos aliados. Mientras tanto, Aderbal condujo a su flota más allá de la confusa vanguardia romana y continuó hacia el oeste; cruzó entre la ciudad y dos pequeñas islas y alcanzó el mar abierto. Allí los navíos cartagineses tuvieron espacio suficiente para maniobrar y dirigirse hacia el sur, y formaron una línea de batalla paralela a la de los romanos. Los cartagineses dispusieron cinco barcos al sur del buque insignia de Pulcro, escalonados hacia la costa, de manera que cortaban toda posible retirada de la flota enemiga hacia Lilibea.
Los romanos, mientras tanto, se habían colocado en una línea que miraba hacia el oeste, con la orilla a popa, lo que les impedía ser flanqueados. Los cartagineses atacaron y la debilidad de la disposición de Pulcro se hizo evidente. Los barcos púnicos eran más ligeros y maniobrables, y sus tripulaciones tenían más experiencia y estaban más acostumbradas a trabajar en equipo; en cambio a los romanos les faltaba el corvus para equilibrar la lucha. Por añadidura, los cartagineses probablemente los superaron en número y contaban con la ventaja adicional de que si un barco individual se hallaba en apuros, podía invertir los remos y retirarse; si la nave romana la perseguía, dejaba vulnerables ambos flancos. Los romanos, con la costa muy cerca de ellos, no tenían tal ventaja e intentaron permanecer en una formación cerrada para protegerse mutuamente. La batalla fue reñida y duró todo el día. La calidad de los legionarios que servían como infantes de marina y su formación apretada dificultaban el abordaje, pero los cartagineses se impusieron paulatinamente acometiendo con los espolones a las naves enemigas aisladas. Finalmente, la disciplina romana se resquebrajó; varios barcos optaron por varar para que sus tripulaciones pudieran huir y Pulcro consiguió zafarse con treinta barcos romanos, los únicos que sobrevivieron a la batalla.
El resultado fue una contundente derrota de los romanos, a los que el enemigo hizo noventa y tres presas, además de las naves que se hundieron, cuyo número se desconoce; a ello hay que sumar los veinte mil romanos muertos o capturados en el choque. La de Drépano fue la mayor victoria naval cartaginesa de la guerra.

## Consecuencias

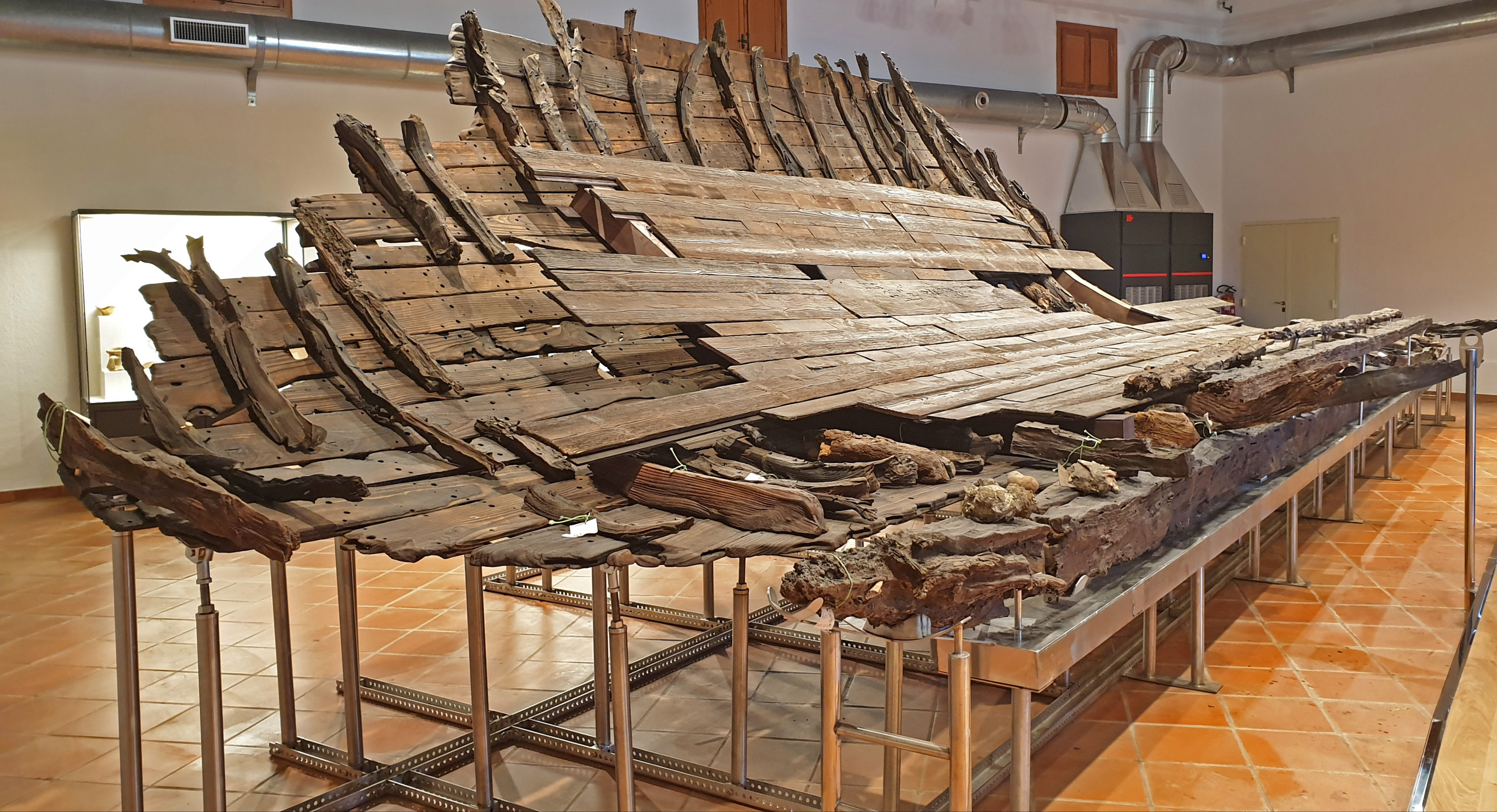
Pecio del barco romano encontrado en la costa de Trapani.

Poco después de la batalla, Cartalón reforzó a Aderbal con setenta barcos, que quedó así al mando de cien naves y marchó por orden suya a atacar Lilibea, donde quemó varios navíos enemigos. Un poco más tarde, acosó a un convoy de abastecimiento romano de ochocientos transportes que navegaba escoltado por ciento veinte buques de guerra; una tempestad hundió todos los barcos de la escuadra romana salvo dos. Los cartagineses también aprovecharon su victoria para hacer estériles incursiones en las costas de la Italia romana en 248 a. C. La ausencia de flotas romanas llevó a Cartago a reducir gradualmente su armada, lo que disminuyó los gastos de construir, mantener, reparar, tripular y abastecer los barcos. Retiró la mayoría de sus buques de guerra de Sicilia; la contienda entró en un período de estancamiento en la isla. Pasaron siete años después de Drépano antes de que Roma intentara construir otra flota sustancial.
A Pulcro lo llamaron y acusaron de traición. Fue declarado culpable de un cargo menor —sacrilegio por el incidente del pollo—, se libró por poco de ser condenado a muerte y fue desterrado. La hermana de Pulcro, Claudia, se hizo famosa cuando, detenida en una calle que obstruían ciudadanos pobres, deseó en voz alta que su hermano perdiera otra batalla para reducir la multitud.
La guerra finalmente terminó en 241 a. C. después de la victoria romana en la batalla de las islas Egadas, que forzó a Cartago a negociar una paz en condiciones de inferioridad. Roma fue a partir de entonces la principal potencia militar del Mediterráneo occidental y, cada vez más, de la región mediterránea en su conjunto. Los romanos habían construido más de mil galeras durante la guerra y esta experiencia de construcción, dotación, adiestramiento, suministro y mantenimiento de tal cantidad de barcos sentó las bases para el dominio marítimo de Roma durante seiscientos años.